# قسطنطين الثاني (إمبراطور بيزنطي)
قسطنطين الثاني أو قنسطنس الثاني (باليونانية: Κώνστας Β؛ 7 نوفمبر 630 - 15 سبتمبر 668)، عرف أيضاً بلقب «قسطنطين الملتحي»، كان الإمبراطور البيزنطي بين عامي 641 و668. «قنسطنس» هو اسم مختصر أعطي للإمبراطور الذي حكم رسمياً باسم «قسطنطين». رسخ الاسم المختصر في النصوص البيزنطية وأصبح الاسم المعتمد في الدراسات التاريخية الحديثة.
في عهده انسحب البيزنطيون كلياً من مصر، وشن المسلمين هجمات على بعض الجزر في البحر الأبيض المتوسط وبحر أيجة. في عام 655 أرسل الإمبراطور قنسطنس أسطولاً بيزنطياً لمهاجمة المسلمين في مدينة فينيكي بالقرب من منطقة ليكيا ولكنه فشل في هزيمتهم، فقد كان المسلمين على استعداد لغزو القسطنطينية حينما بدأت الحروب الأهلية.
في عام 658 استطاع الإمبراطور هزيمة السلاف في نهر الدانوب وعطل تقدمهم بشكل مؤقت نحو البلقان. أراد تفادي مشكلة الخلافة من بعده فاغتال أخوه ثيودوسيوس، وعين أبناؤه قسطنطين وهرقل وتيبريوس كأباطرة مساندين. في عام 661 أقام حملة معادية للومبارديين في إيطاليا، ثم قرر تحويل عاصمته إلى صقلية. تم اغتياله في عام 668، وحكم من بعده قسطنطين الرابع.

## الحياة

### نشأته وحكمه كمساعد للإمبراطور
كان قسطنطين ابن قسطنطين الثالث وغريغوريا. بعد وفاة هرقل والد قسطنطين الثالث، حكم قسطنطين مع أخيه غير الشقيق هرقلوناس ابن هرقل من زواجه الثاني من مارتينا. أُطلق على قسطنطين الثاني مساعد الإمبراطور، بسبب إشاعات تقول إن هرقلوناس ومارتينا سمما قسطنطين الثالث. في وقت لاحق من نفس السنة، عُزل عمه من منصبه بواسطة الجنرال فالانتينوس، أحد الجنرالات الأكثر ثقةً عند هرقل، فتُرك قسطنطين الثاني كإمبراطور منفرد.
حدث صعود قسطنطين إلى العرش بسبب رد فعله الشهير ضد عمه وحماية الجنود له بقيادة الجنرال فالانتينوس. بالرغم من أن الإمبراطور الأقدم ألقى على مجلس الشيوخ خطابًا يلوم فيه هرقلوناس ومارتينا على إقصاء والده، حكم تحت وصاية مجلس شيوخ بقيادة البطريرك بول الثاني من القسطنطينية. في 644، حاول فالانتينوس أن يستولي على السلطة لنفسه لكنه فشل.

### كإمبراطور
تحت حكم قسطنطين، انسحب البيزنطيون تمامًا من مصر في عام 642، وشن الخليفة عثمان عدة هجمات على جزر البحر المتوسط وبحر إيجه. احتل أسطول بيزنطي تحت قيادة الأدميرال مانويل الأسكندرية مرة أخرى في عام 645، واستقبله سكان الأسكندرية كمحرر لأن الخليفة فرض ضرائب كبيرة وأظهر احترامًا أقل لدينهم. لكن مانويل ضيع وقته وشعبيته في نهب الريف، وتمكن الجيش العربي من إجباره على العودة إلى وطنه في النهاية. ازداد الموقف تعقيدًا بسبب المعارضة العنيفة للمونوثيليتية من قبل رجال الدين في الغرب وحركة التمرد المتعلقة بها من اكسخرسية كرطاج والبطريرك جريجوري. سقط الأخير في معركة ضد جيش الخليفة عثمان، وظلت المنطقة ولاية تابعة للخلافة حتى اندلعت حرب أهلية واستُعيد الحكم الإمبراطوري مرة أخرى.
حاول قسطنطين أن يقف على الحياد في النزاع الكنسي بين الأرثوذكسية والمونوثيليتية عبر رفضه لاضطهادهم جميعًا ومنع النقاش حول طبيعة المسيح بمرسوم في عام 648 (فرمان قسطنطين). بطبيعة الحال، أرضت هذه التسوية المباشرة القليل من المشاركين المتحمسين في هذا النزاع.
في هذه الأثناء، استمر توسع الخلافة بلا هوادة. ودخلوا عام 647 أرمانيا وكابادوكيا واستولوا على قيصرية مازاكا. في نفس العام، هجموا على أفريقيا وتلوا غريغوري. وهجموا على فريجيا عام 648، وفي عام 649، أطلقوا أول حملة بحرية ضد كريت. أجبر هجوم عربي شديد على إقيليقية وإيساوريا في عامي 650- 651 الإمبراطور على أن يشرع في التفاوض مع والي الخليفة عثمان في سوريا، معاوية. سمحت الهدنة الناتجة بفترة من الراحة ومكنت قسطنطين من الاحتفاظ بالأجزاء الغربية من أرمانيا.
لكن في 654، استأنف معاوية هجومه على ساحل البحر، مستوليًا على رودس. قاد قسطنطين أسطولًا للهجوم على المسلمين في فوينيكي في 655 في معركة ذات الصواري لكنه هُزم: دُمرت 500 سفينة بيزنطية في المعركة، وكاد الإمبراطور نفسه أن يُقتل. كانت المعركة حامية للغاية لدرجة أن الإمبراطور لم يستطع الهرب إلا بتبديله الملابس مع أحد رجاله. يقول تيوفان المعرف قبل المعركة إن الإمبراطور حلم بوجوده في سلانيك؛ تنبأ حلمه ذاك بهزيمته أمام العرب لأن كلمة سلانيك Thessalonika تشبه جملة thes allo niken التي تعني «يعطي النصر للآخر (العدو).
عام 658، نظرًا لوجود الحدود الشرقية تحت ضغط أقل، هزم قسطنطين السلاف في البلقان مؤكدًا على فكرة الحكم البيزنطي عليهم وأعاد توطين بعض منهم في الأناضول (نحو 649 أو 667). في عام 659، شن حملات بعيدة نحو الشرق، مستفيدًا من التمرد الذي حدث على الخليفة في مدين. وتوصل إلى سلام مع العرب في نفس العام.
تسنى الآن لقسطنطين أن يتحول إلى أمور الكنيسة مرة أخرى. أدان الأب مارتين الأول المونوثيليتية ومحاولة قسططنطين لوقف الجدال حولها في مجلس لاتيران لعام 649. أمر الإمبراطور اكسرخس رافينا بأن يعتقل الأب. اعتذر الاكسرخس أوليمبيوس عن هذه المهمة، لكن خليفته ثيودور الأول كاليوباس نفذ الأمر في 653. أُحضر الأب مارتين إلى القسطنطينية وأدانه بالإجرام، ثم نفاه في النهاية إلى خيرسون حيث وافته المنية في عام 655.
ازداد خوف قسطنطين من أن يجرده أخوه الأصغر ثيودوسيوس من عرشه؛ لذا اتخذ فيه أوامر وقتله لاحقًا في عام 660. أصبح أبناء قسطنطين قنسطنطين وهرقليوس وتبريا ذوي صلة بالعرش منذ الخمسينيات من القرن السابع. لكن بعدما جلب قسطنطين لنفسه الكراهية من مواطني القسطنطينية، قرر أن يترك العاصمة وينتقل إلى سراقوس في صقلية.
في طريقه، توقف في اليونان وقاتل السلاف في سالونيك وانتصر عليهم. ثم أنشأ معسكره في أثينا في شتاء 662- 663.
ثم استأنف رحلته من هناك إلى إيطاليا في عام 663. شن هجومًا على اللومبارديين في دوقية بينيفينتو وهو ما شمل معظم جنوب إيطاليا. مستفيدًا من حقيقة أن الملك اللومباردي غريموالد الأول من بينيفينتو كان مشاركًا ضد القوات الإفرنجية من نيوستريا. نزل قسطنطين بتارانتو وحاصر لوتشرا وبينيفينتو. لكن الأخيرة قاومت فانسحب قسطنطين إلى نابولي. أثناء رحلته من بينيفينتو إلى نابولي، هُزم قسطنطين الثاني على يد ميتولاس، كونت كوبا، بالقرب من بونجا. أمر قسطنطين سابوروس، قائد جيشه، أن يهاجم اللومبارديين مرة أخرى، لكنه هُزم على يد البينيفينتونيين في فورينو، بين أفيلينو وساليرنو.
في عام 663، زار قسطنطين روما لمدة اثني عشر يومًا، واستُقبل بتشريف عظيم من الأب فيتاليان (657- 672). بالرغم من الشروط الودية مع فيتاليان، جرد المباني من الزخارف والبرونز بما فيها البانثيون كي تُحمل إلى القسطنطينية، وفي عام 666 أعلن أن الأب في روما ليس له سلطة قضائية على رئيس الأساقفة في رافينا، لأن هذه المدينة هي محل الإكسرخس، ممثله المباشر. تميزت حركاته التالية في كالابريا وسردينيا بعمليات تجريد أكثر وفرض ضرائب أكثر مما أغضب رعاياه الإيطاليين.
وفقًا لوارنر تريدغولد، أنشئت أول ثيمات في الفترة بين 659 و661، أثناء فترة حكم قسطنطين الثاني.

## الموت والخلافة
من المحتمل أن الشائعات الدائرة حول نية قسطنطين بشأن نقل العاصمة إلى سراقوس كانت قاتلة له. في 15 سبتمبر عام 668، اغتيل في حمامه على يد أمين خزانته بواسطة دلو، كما قال ثيوفيلوس من إديسا.
خلفه ابنه قنسطنطين كقسطنطين الرابع. أحبط الإمبراطور الجديد سريعًا محاولة اغتصاب للعرش في صقلية من قبل ميزيزيوس.

## عائلته
كان لقسطنطين الثاني ثلاثة أبناء من زوجته فوستا، ابنة البطريرق فالنتينوس:
- قنسطنطين الرابع، الذي خلفه كإمبراطور.
- هراقليوس، مساعد الإمبراطور من 659 إلى 681.
- تبريا، مساعد الإمبراطور من 659 إلى 681.